# Diane-Capelle
Diane-Capelle település Franciaországban, Moselle megyében. Lakosainak száma 244 fő (2022. január 1.). Diane-Capelle Barchain, Gondrexange, Kerprich-aux-Bois, Languimberg és Rhodes községekkel határos.

## Népesség
A település népességének változása:
| Lakosok száma | 230  | 225  | 229  | 221  | 220  | 221  | 224  | 235  | 244  |
|               | 2013 | 2015 | 2016 | 2017 | 2018 | 2019 | 2020 | 2021 | 2022 |